# Lemony Snicket: The Unauthorized Autobiography
Lemony Snicket: The Unauthorized Autobiography è un'autobiografia fittizia scritta da Daniel Handler nel 2002 sotto lo pseudonimo di Lemony Snicket. Il libro è inedito in Italia.
L'autobiografia non autorizzata di Lemony Snicket non fa parte della serie una serie di sfortunati eventi, ma è diretto ai suoi appassionati. Questo libro, infatti rivela alcuni dei segreti che girano intorno ai romanzi, come la misteriosa organizzazione V.F., la vera identità di alcuni tutori dei fratelli Baudelaire, e obbligatoriamente delle informazioni sull'autore, sono da scoprire.
Il lettore deve risolvere un vero enigma, che i codici segreti, le foto in bianco e nero, e il testo cancellato complicano enormemente.

## Caratteristiche editoriali
In alcune edizioni, è disponibile una sovracoperta reversibile. Infatti sulla vera è scritto che data la pericolosità del libro, è preferibile girarla per dissimulare la sua vera natura. La falsa copertina è una parodia di una serie di sfortunati eventi, prendendo la serie controsenso: mostra la copertina del primo episodio della serie dei Ragazzi più fortunati del mondo, l'autore e l'illustratrice sarebbero: Leony M. Setnick e Beth Quiltrest, entrambi anagrammi di Lemony Snicket e Brett Helquist.
Le foto sono molte in questo libro. Alcune, dove figura Lemony Snicket sono recenti, ma ci sono anche foto degli anni sessanta.